# Dieter Kuprella
Dieter Kuprella (* 5. Februar 1946 in Gelsenkirchen; † 7. Juli 2025 in Leverkusen) war ein deutscher Basketballtrainer und -nationalspieler.

## Spieler
Dieter Kuprella, ein ehemaliger Jugendnationalspieler des Deutschen Basketball Bundes (DBB) und Jugendauswahlspieler des Westdeutschen Basketball-Verbandes (WBV), der von 1966 bis 1968 für den ASC Gelsenkirchen in der neu gegründeten Basketball-Bundesliga gespielt hatte, gehörte der ersten „Erfolgsmannschaft“ von Rekordmeister Bayer Leverkusen an, die ab 1968/69 in der Bundesliga antrat. Mit den „Farbenstädtern“ gewann er die ersten vier Meistertitel des Vereins (1970–1972 und 1976) und errang auch insgesamt vier Mal den Sieg im DBB-Pokal (1970, 1971, 1974 und 1976). Als Nationalspieler nahm er 1972 für das Gastgeberland Bundesrepublik Deutschland an den Olympischen Sommerspielen in München teil. Hierzu wurde er bereits im Oktober 1968 vom Bundestrainerrat des DBB unter Vorsitz von Anton Kartak (damals Sportwarts des DBB) in den fünfzigköpfigen „Olympiakader 1972“ berufen. Dieser „Kartak-Liste“ gehörten auch Kameraden aus Leverkusen Dietrich Keller, Jochen Pollex, Wolfgang Schmidt, Norbert Thimm und Largo Wandel an. Im Oktober 1971 erlitt Kuprella einen Achillessehnenabriss. Diese schwere Sportverletzung unterbrach seine Vorbereitung auf die letzte Phase des intensiven Trainings des DBB-Olympiakaders für mehrere Monate. 1972 in München kam Kuprella, damals 26 Jahre alt, in acht Spielen des olympischen Basketballturniers zum Einsatz, erzielte 22 Punkte, bei 19 gegen ihn gepfiffenen Fouls.

## Trainer
Nach Beendigung seiner Spielerkarriere betreute er als Trainer in Leverkusen die 2. Mannschaft und war von 1977 bis 1982 sowie von 1986 bis 1991 auch als Jugendtrainer tätig. Mit der Leverkusenern A-Jugend wurde er vier Mal Deutscher Meister (1980–1982 und 1990).
1982 bis 1984 war unter Bundestrainer Tony DiLeo Trainerassistent der Basketballnationalmannschaft der Frauen. Von 1992 bis 1996 folgte die Zeit als Jugendtrainer beim ETB Essen. 2004 kehrte er als Trainer nach Leverkusen zurück und betreute unter anderem die Regionalliga-Damen des BBZ 95 Leverkusen, die in 2009 mit dem Damen-Basketball-Bundesligisten SV Union Opladen zur SG BBZ Opladen fusionierten. Kuprella selbst hatte Anfang 2008 das Traineramt bei den Frauen nach einer Erkrankung aufgegeben und wurde Anfang der nächsten Saison Co-Trainer der Männermannschaft des ehemaligen Zweitligisten TuS 1882 Opladen in der 2. Regionalliga.

## Privates
Kuprella war Diplom-Betriebswirt. Er war  verheiratet und hatte drei Kinder. Sein Sohn Helge war ebenfalls ein Spieler in der Basketball-Bundesliga, unter anderem in Rhöndorf, und wurde nach Ende seiner Zeit als Bundesligaspieler ebenfalls als Basketballtrainer tätig.